# Sandhills
Le Sandhills (letteralmente Dune di sabbia) sono una regione geografica compresa tra il Nord Carolina e il Carolina del Sud, negli Stati Uniti d'America.

## Geologia
La sabbia non consolidata delle Carolina Sandhills è mappata come la Quaternary Pinehurst Formation, ed è interpretata come fogli di sabbia e dune eoliche (portate dal vento) che furono mobilitate episodicamente da circa 75.000 a 6.000 anni fa [Swezey, C.S., Fitzwater, B.A., Whittecar, G.R., Mahan, S.A., Garrity, C.P., Aleman Gonzalez, W.B., and Dobbs, K.M., 2016, "The Carolina Sandhills: Quaternary eolian sand sheets and dunes along the updip margin of the Atlantic Coastal Plain province, southeastern United States": Quaternary Research, v. 86, p. 271-286]. La maggior parte delle età di luminescenza pubblicate dalla sabbia coincidono con l'ultima glaciazione, un periodo in cui gli Stati Uniti sudorientali erano caratterizzati da temperature dell'aria più fredde, venti più forti e meno vegetazione.